# Seznam slovenských hráčů v NHL v sezóně 2020/2021
Toto je seznam hráčů Slovenska, kteří se objevili v NHL v sezóně 2020/2021.
| Klub                  | Hráč                             | Link             |
| Pacifická divize      | Pacifická divize                 | Pacifická divize |
| --------------------- | -------------------------------- | ---------------- |
| Anaheim Ducks         | nikdo                            | Zde              |
| Arizona Coyotes       | nikdo                            | Zde              |
| Calgary Flames        | nikdo                            | Zde              |
| Edmonton Oilers       | nikdo                            | Zde              |
| Los Angeles Kings     | nikdo                            | Zde              |
| San Jose Sharks       | nikdo                            | Zde              |
| Vancouver Canucks     | nikdo                            | Zde              |
| Vegas Golden Knights  | Tomáš Jurčo                      | Zde              |
| Centrální divize      |                                  |                  |
| Chicago Blackhawks    | nikdo                            | Zde              |
| Colorado Avalanche    | nikdo                            | Zde              |
| Dallas Stars          | Andrej Sekera                    | Zde              |
| Minnesota Wild        | nikdo                            | Zde              |
| Nashville Predators   | nikdo                            | Zde              |
| St. Louis Blues       | nikdo                            | Zde              |
| Winnipeg Jets         | nikdo                            | Zde              |
| Atlantická divize     |                                  |                  |
| Boston Bruins         | Jaroslav Halák                   | Zde              |
| Buffalo Sabres        | nikdo                            | Zde              |
| Detroit Red Wings     | nikdo                            | Zde              |
| Florida Panthers      | nikdo                            | Zde              |
| Montreal Canadiens    | Tomáš Tatar                      | Zde              |
| Ottawa Senators       | Marián Gáborík • Christian Jaroš | Zde              |
| Tampa Bay Lightning   | Erik Černák                      | Zde              |
| Toronto Maple Leafs   | Martin Marinčin                  | Zde              |
| Metropolitní divize   |                                  |                  |
| Carolina Hurricanes   | nikdo                            | Zde              |
| Columbus Blue Jackets | nikdo                            | Zde              |
| New Jersey Devils     | nikdo                            | Zde              |
| New York Islanders    | nikdo                            | Zde              |
| New York Rangers      | nikdo                            | Zde              |
| Philadelphia Flyers   | nikdo                            | Zde              |
| Pittsburgh Penguins   | nikdo                            | Zde              |
| Washington Capitals   | Richard Pánik, Zdeno Chára       | Zde              |